# Weston Rhyn
Weston Rhyn est une paroisse civile et un village du Shropshire, en Angleterre.